# 포르멘테라 해전
포르멘타라 해전은 1529년 10월 28일 아이딘 레이스 휘하의 오스만 함대가 스페인 이비사섬 인근 포르멘테라섬에서 갤리선 8척 규모의 소규모 스페인 함대를 격파한 사건이다.
합스부르크 황제 카를 5세는 카스티야 함대의 스페인 사령관 로드리고 포르투온도 (Rodrigo Portuondo)가 지휘하는 갤리선 8척 규모의 소규모 함대를 스페인 서부로 파견하였다. 이는 알제에서 출항하여 발렌시아 연안을 습격하고 스페인에서 알제리로 모리스코를 수송하던 아이딘 레이스 휘하의 바르바리 함대를 제거하기 위함이었다.
전투 과정에서 포르투온도는 전사하였고, 포르투온도가 지휘하던 갤리선 8척 가운데 7척은 그대로 오스만 측에 노획되었다. 아이딘 레이스는 그 배의 선원들을 노예로 삼아 최근 오스만군이 점령한 알제 시로 끌고 갔으며, 동시에 갤리선 노예로 있던 무슬림 1,000여명을 해방시켰다.

## 참고 문헌
- Garnier, Edith L'Alliance Impie Editions du Felin, 2008, Paris ISBN 978-2-86645-678-8 Interview